# Municipio de Marindahl
El municipio de Marindahl (en inglés: Marindahl Township) es un municipio ubicado en el condado de Yankton en el estado estadounidense de Dakota del Sur. En el año 2010 tenía una población de 182 habitantes y una densidad poblacional de 1,95 personas por km².

## Geografía
El municipio de Marindahl se encuentra ubicado en las coordenadas 43°2′48″N 97°13′47″O / 43.04667, -97.22972. Según la Oficina del Censo de los Estados Unidos, el municipio tiene una superficie total de 93.12 km², de la cual 92,6 km² corresponden a tierra firme y (0,56 %) 0,52 km² es agua.

## Demografía
Según el censo de 2010, había 182 personas residiendo en el municipio de Marindahl. La densidad de población era de 1,95 hab./km². De los 182 habitantes, el municipio de Marindahl estaba compuesto por el 96,15 % blancos, el 0,55 % eran afroamericanos, el 1,1 % eran amerindios, el 2,2 % eran de otras razas. Del total de la población el 2,2 % eran hispanos o latinos de cualquier raza.